# Martinice (Vysočina)
Martinice è un comune ceco situato nel distretto di Žďár nad Sázavou, nella regione di Vysočina.